# Johann Georg Christian von Lobkowitz
Johann Georg Christian von Lobkowitz (o Lobkowicz) (10 agosto 1686 – Vienna, 4 ottobre 1755) fu un feldmaresciallo austriaco.

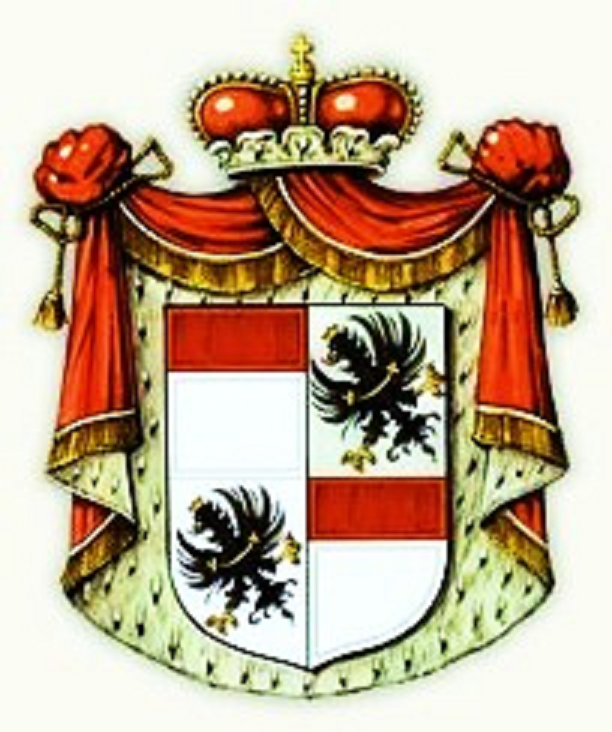
Stemma di famiglia

Era il figlio di Ferdinand August (1655–1715) e di Maria Anna Wilhelmine, contessa di Baden-Baden.

## Biografia
Proveniva da una famiglia boema di antica aristocrazia. L'11 novembre 1718 sposò a Praga Carolina Enrichetta von Waldstein (1702 – 1780), dalla quale ebbe 10 figli, due dei quali morirono in battaglia ed altri due furono insigniti dell'Ordine del Toson d'oro.
Johann Georg Christian fu il capostipite del ramo (Hořín)/Mělník della dinastia Lobkowitz.
Egli combatté i turchi sotto il principe Eugenio di Savoia e nel 1732 divenne Governatore della Sicilia. Il 28 novembre 1739 fu insignito dell'Ordine del Toson d'oro.
Nel 1741 divenne feldmaresciallo. Durante la guerra di successione austriaca combatté prima i francesi ed i bavaresi fra Praga e Monaco di Baviera e successivamente dal 1743 al 1745 fu Governatore del Ducato di Milano e comandante dell'esercito imperiale in Italia. In tale funzione fu sconfitto dagli ispano-napoletani a Velletri nel mese di agosto 1744.
Il 30 settembre 1745 partecipò, a fianco del duca di Lorena, alla battaglia di Soor contro i prussiani di Federico il Grande, uscendone sconfitto.

## Albero genealogico
|                                                           |                                  |                                     | Genitori                                      |  |  | Nonni |  |  | Bisnonni                                               |  |  | Trisnonni                                                   |  |
|                                                           |                                  |                                     |                                               |  |  |       |  |  | Zdenek Adalbert von Lobkowicz, I principe di Lobkowicz |  |  | Ladislav II Popel von Lobkowicz, barone Popel von Lobkowicz |  |
|                                                           |                                  |                                     |                                               |  |  |       |  |  | Zdenek Adalbert von Lobkowicz, I principe di Lobkowicz |  |  | Ladislav II Popel von Lobkowicz, barone Popel von Lobkowicz |  |
|                                                           |                                  | Johana Berka z Dubé e Lipa          |                                               |  |  |       |  |  | Zdenek Adalbert von Lobkowicz, I principe di Lobkowicz |  |  |                                                             |  |
| Wenzel Eusebius von Lobkowicz, II principe di Lobkowicz   |                                  |                                     |                                               |  |  |       |  |  | Zdenek Adalbert von Lobkowicz, I principe di Lobkowicz |  |  |                                                             |  |
|                                                           |                                  | Polyxena von Pernstein              | Wratislaw von Pernstein, signore di Pernstein |  |  |       |  |  |                                                        |  |  |                                                             |  |
|                                                           |                                  | Polyxena von Pernstein              | Wratislaw von Pernstein, signore di Pernstein |  |  |       |  |  |                                                        |  |  |                                                             |  |
|                                                           |                                  | Polyxena von Pernstein              | Maria de Mendoza                              |  |  |       |  |  |                                                        |  |  |                                                             |  |
| Ferdinand August von Lobkowicz, III principe di Lobkowicz |                                  | Polyxena von Pernstein              |                                               |  |  |       |  |  |                                                        |  |  |                                                             |  |
|                                                           |                                  | Augusto del Palatinato-Sulzbach     | Filippo Luigi del Palatinato-Neuburg          |  |  |       |  |  |                                                        |  |  |                                                             |  |
|                                                           |                                  | Augusto del Palatinato-Sulzbach     | Filippo Luigi del Palatinato-Neuburg          |  |  |       |  |  |                                                        |  |  |                                                             |  |
|                                                           |                                  | Augusto del Palatinato-Sulzbach     | Anna di Jülich-Kleve-Berg                     |  |  |       |  |  |                                                        |  |  |                                                             |  |
| Sofia Augusta del Palatinato-Sulzbach                     |                                  | Augusto del Palatinato-Sulzbach     |                                               |  |  |       |  |  |                                                        |  |  |                                                             |  |
|                                                           |                                  | Edvige di Holstein-Gottorp          | Giovanni Adolfo di Holstein-Gottorp           |  |  |       |  |  |                                                        |  |  |                                                             |  |
|                                                           |                                  | Edvige di Holstein-Gottorp          | Giovanni Adolfo di Holstein-Gottorp           |  |  |       |  |  |                                                        |  |  |                                                             |  |
|                                                           |                                  | Edvige di Holstein-Gottorp          | Augusta di Danimarca                          |  |  |       |  |  |                                                        |  |  |                                                             |  |
| Johann Georg Christian von Lobkowitz                      |                                  | Edvige di Holstein-Gottorp          |                                               |  |  |       |  |  |                                                        |  |  |                                                             |  |
|                                                           | Edoardo Fortunato di Baden-Baden | Cristoforo II di Baden-Rodemachern  |                                               |  |  |       |  |  |                                                        |  |  |                                                             |  |
|                                                           | Edoardo Fortunato di Baden-Baden | Cristoforo II di Baden-Rodemachern  |                                               |  |  |       |  |  |                                                        |  |  |                                                             |  |
|                                                           | Edoardo Fortunato di Baden-Baden | Cecilia Vasa                        |                                               |  |  |       |  |  |                                                        |  |  |                                                             |  |
| Guglielmo di Baden-Baden                                  | Edoardo Fortunato di Baden-Baden |                                     |                                               |  |  |       |  |  |                                                        |  |  |                                                             |  |
|                                                           |                                  | Maria van Eicken                    | Joost van Eycken                              |  |  |       |  |  |                                                        |  |  |                                                             |  |
|                                                           |                                  | Maria van Eicken                    | Joost van Eycken                              |  |  |       |  |  |                                                        |  |  |                                                             |  |
|                                                           |                                  | Maria van Eicken                    | Barbara van Mol                               |  |  |       |  |  |                                                        |  |  |                                                             |  |
| Maria Anna Guglielmina di Baden-Baden                     |                                  | Maria van Eicken                    |                                               |  |  |       |  |  |                                                        |  |  |                                                             |  |
|                                                           |                                  | Ernesto I di Oettingen-Baldern      | Guglielmo II di Oettingen-Wallerstein         |  |  |       |  |  |                                                        |  |  |                                                             |  |
|                                                           |                                  | Ernesto I di Oettingen-Baldern      | Guglielmo II di Oettingen-Wallerstein         |  |  |       |  |  |                                                        |  |  |                                                             |  |
|                                                           |                                  | Ernesto I di Oettingen-Baldern      | Giovanna di Hohenzollern                      |  |  |       |  |  |                                                        |  |  |                                                             |  |
| Maria Maddalena di Oettingen-Baldern                      |                                  | Ernesto I di Oettingen-Baldern      |                                               |  |  |       |  |  |                                                        |  |  |                                                             |  |
|                                                           |                                  | Caterina di Helfenstein-Wiesensteig | Rodolfo II di Helfenstein-Wiesensteig         |  |  |       |  |  |                                                        |  |  |                                                             |  |
|                                                           |                                  | Caterina di Helfenstein-Wiesensteig | Rodolfo II di Helfenstein-Wiesensteig         |  |  |       |  |  |                                                        |  |  |                                                             |  |
|                                                           |                                  | Caterina di Helfenstein-Wiesensteig | Anna von Staufen                              |  |  |       |  |  |                                                        |  |  |                                                             |  |
|                                                           |                                  | Caterina di Helfenstein-Wiesensteig |                                               |  |  |       |  |  |                                                        |  |  |                                                             |  |